# Mujeres salvajes
Mujeres salvajes és una pel·lícula mexicana cinema d'explotació dirigida per Gabriel Retes. Va ser estrenada el 1984 i protagonitzada per Tina Romero.

## Argument
Un grup de set dones comandades per "La Gaviota" (Tina Romero), decideixen escapar d'una presó femenina, fartes dels abusos i maltractaments de les autoritats del penal i seduïdes també per la història d'un tresor amagat que els conta una convicta anciana. L'anciana agonitza a la presó i els demana a "La Gaviota" i a un altre grup d'internes que "l'ajudin" a morir a canvi de revelar la ubicació del mapa que condueix al tresor. Després de complir amb la comesa, les convictes realitzen un motí i escapen de la presó. Durant alguns dies vaguen seguint el camí indicat per l'anciana, fins que finalment troben el mapa del tresor. Aquest sembla estar situat en una platja verge en un lloc no especificat de la costa mexicana. No obstant això, en arribar al lloc indicat, el grup de dones es topa amb un campament d'homes que passen unes vacances a la platja verge. Les dones comencen a aguaitar-los per desfer-se d'ells i espantar-los del seu tresor. Un matí, les dones ataquen el campament aprofitant que els homes estan alcoholitzats. Tanmateix, ells aconsegueixen capturar-ne una d'elles sobrenomenada "La Caballa" (Patricia Mayers). La dona és víctima d'una violació massiva i després torturada per revelar el motiu de l'atac. Quan els homes s'assabenten de l'existència del tresor, decideixen lluitar contra el grup de dones per prendre el botí. Durant algunes hores, tots dos bàndols comencen a intercanviar trets i atacs amb baixes en tots dos grups. Dos dels homes aprofiten la situació per a apartar-se del grup i deslligar els seus desitjos homosexuals, però són sorpresos per una de les dones. Aquesta és assassinada per un dels homes, qui resulta ferit de bala en l'acte. Els homes acaben sent superats per les dones i finalment sotmesos malgrat haver intentat negociar amb elles la repartició del botí. Els homes són obligats a buscar el botí per tota la platja i després d'un intent de traïció, dos d'ells són assassinats per "La Bicha" (Vicky Vázquez), qui tot seguit es lleva la vida. Amb això, només tres de les internes i un dels homes queden en peus. Elles li perdonen la vida a l'únic home supervivent que no va participar en la violació i tortura de "La Bicha". Ells finalment troben el botí i la cinta conclou amb els quatre gaudint d'una fortuna mentre es disposen a construir una destinació turística en la mateixa platja on van ocórrer els fets.

## Repartiment
- Tina Romero... La Gaviota'
- Jorge Santoyo... Gonzalo
- Patricia Mayers... La Caballa
- Abel Woolrich ... Pablo
- Vicky Vázquez ... La Bicha
- Gonzalo Lora ... Raúl
- Tomás Leal ... Gordo
- Cecilia Toussaint... El Águila
- Lucía Pailles ... Directora del penal
- Alejandra Cardozo ... Calavera
- Irma Garzón ... Chata
- Lucila Balzaretti ... Anciana
- Carlos Méndez ... Turista
- Pedro Alberto Méndez ... Turista
- Isabel Quintanar
- Alejandro Tamayo

## Comentaris
Film amb acció i aires aventurers, però l'únic objectiu dels quals sembla ser, en el fons, provocar i escandalitzar amb les imatges. Aprofitant el lloc paradisíac, les actrius es passen gairebé tota la pel·lícula nues, igual que els homes, i hi ha escenes de violència, tortures i sexe explícit, incloent referències a l'homosexualitat i lesbianisme.